# 卡尔洛·米可斯泰特

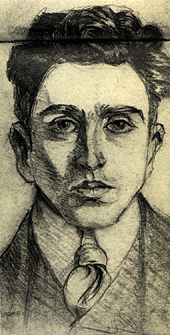
米可斯泰特

卡尔洛·米可斯泰特（Carlo Michelstaedter，1887年6月3日—1910年10月17日），意大利哲学家，其代表作为《雄辩与修辞》（La Persuasione e La Rettorica），后自杀身亡。